# Progomphus mexicanus
Progomphus mexicanus är en trollsländeart som beskrevs av Belle 1973. Progomphus mexicanus ingår i släktet Progomphus och familjen flodtrollsländor. IUCN kategoriserar arten globalt som livskraftig. Inga underarter finns listade i Catalogue of Life.